# 봇물
《봇물》은 1986년 7월 13일에 MBC TV에서 방영되었던 베스트셀러극장이다.

## 출연
- 윤양하
- 정혜선
- 정진
- 국정환
- 최성철
- 나종미
- 박광영
- 박상조
- 최재호
- 김성학
- 김경미